# Leyland Princess

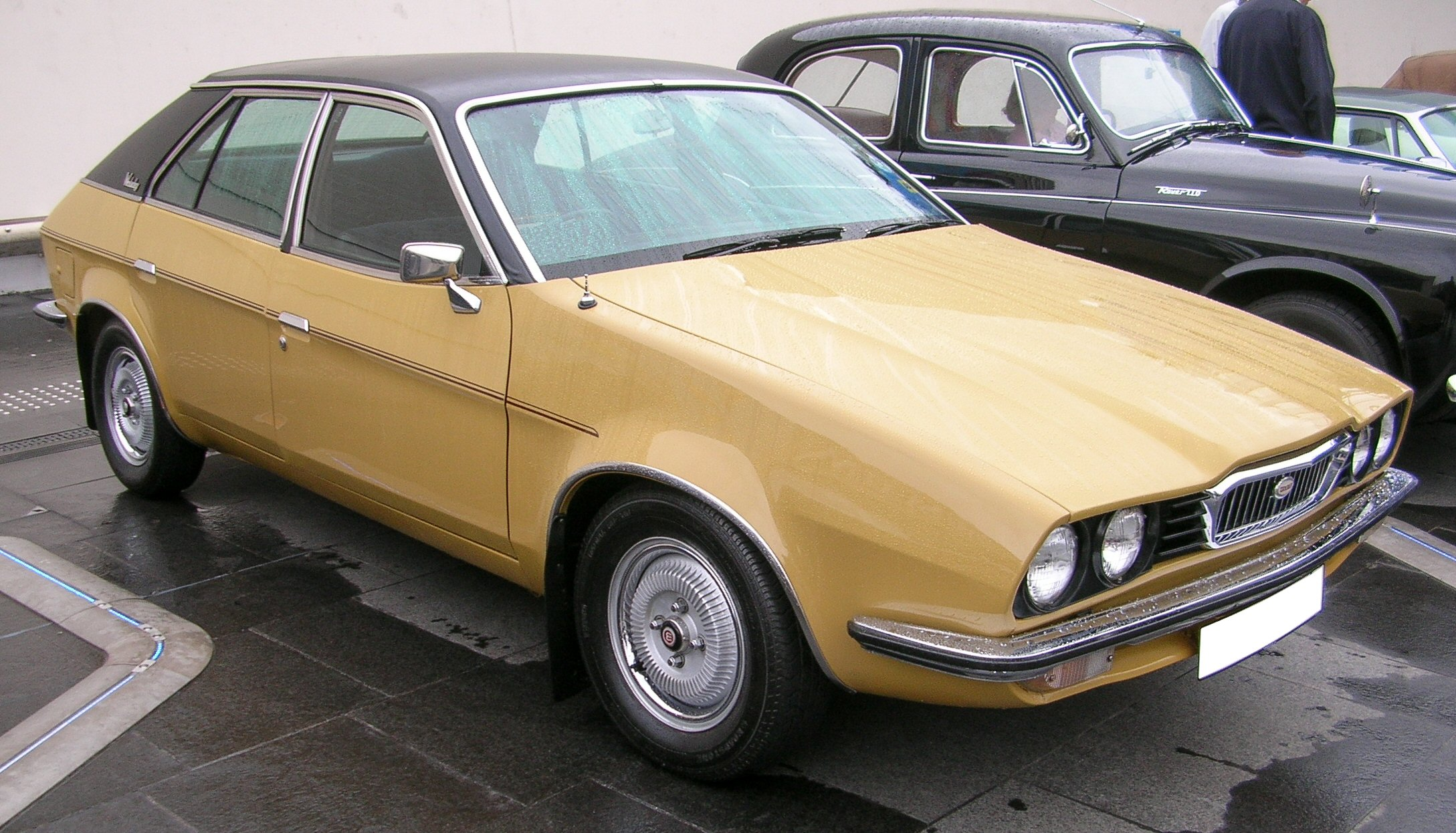
Wolseley 2200 (1975)

Princess (Princezna) je velký rodinný automobil, který byl vyráběn ve Spojeném království divizí Austin-Morris firmy British Leyland od roku 1975 do roku 1981 (v r. 1982 ještě na Novém Zélandu). Vůz měl konfiguraci motoru s pohonem předních kol a příčným uspořádáním motoru podle svého předchůdce, řady Austin/Morris 1800.
Tehdy bylo v Evropě neobvyklé, aby vůz plné velikosti rodinného vozu měl ve srovnání s podobně velkými vozy konkurenčních výrobců dost prostoru pro cestující.

## Verze
- Austin 1800, 2200 (výroba 1975–1976)
- Morris 1800, 2200 (1975–1976)
- Wolseley 2200 (1975–1976)
- Princess 1800, 2200 (1976–1977)
- Princess II. 1700, 2000, 2200 (1977–1981)